# Vestsjællands Lokalbaner

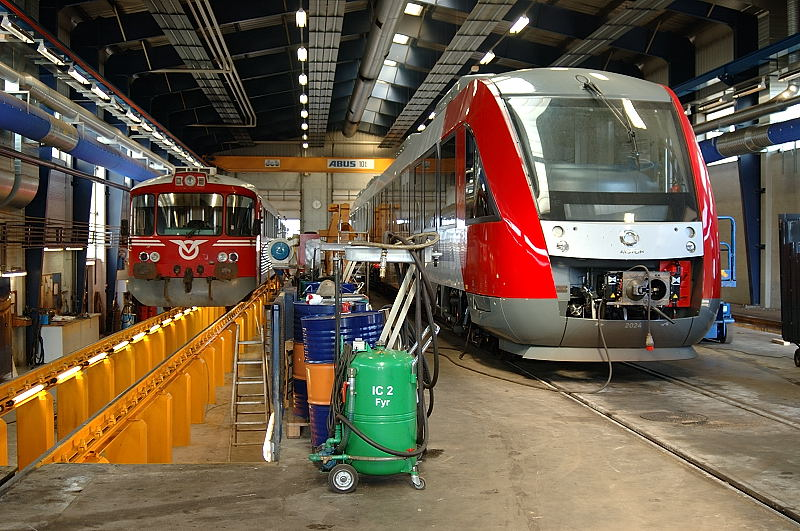
Een VL Lynette en LINT-treinstel in de werkplaats te Holbæk.

De Vestsjællands Lokalbaner  (VL) was een private spoorwegmaatschappij in het westen van Seeland in Denemarken, in 2003 ontstaan uit een fusie tussen de private spoorwegmaatschappijen Odsherreds Jernbane (OHJ) en Høng-Tølløse Jernbane (HTJ). Het bedrijf voerde lokale treindiensten uit op de trajecten Holbæk - Nykøbing Sj en Tølløse - Slagelse. In het verleden vond er ook goederenverkeer plaats tussen Holbæk en Høng. Per 1 januari 2009 is de VL met Lollandsbanen gefuseerd in Regionstog.

## Materieel
De VL beschikte over verschillende typen dieseltreinstellen voor de reizigersdienst, waaronder Lynette, IC2 en LINT. De Lynette treinen waren rood met witte biezen (voormalig van Odsherreds Jernbane en Høng-Tølløse Jernbane) of wit en blauw met rode biezen (voormalig van Skagensbanen). De IC2- en LINT-treinstellen waren wit met blauw en rood.